# Windsbach
Windsbach là một đô thị ở huyện Ansbach bang Bayern nước Đức. Đô thị Windsbach có diện tích 68,17 km², dân số thời điểm ngày 31 tháng 12 năm 2006 là 6053 người.

## Các khu vực dân cư
Windsbach có 29 khu vực dân cư
| - Bertholdsdorf - Brunn - Buckenmühle - Elpersdorf - Hergersbach - Hölzleinsmühle - Hopfenmühle - Ismannsdorf - Kettersbach - Kitschendorf | - Kugelmühle - Lanzendorf - Leipersloh - Moosbach - Neuses - Retzendorf - Sauernheim - Schwalbenmühle - Speckheim - Suddersorf | - Thonhof - Untereschenbach - Veitsaurach - Waldhaus - Wernsmühle - Windsbach - Winkelhaid - Winterhof - Wolfsau |